# Groveton (Nuevo Hampshire)
Groveton es un lugar designado por el censo ubicado en el condado de Coös en el estado estadounidense de Nuevo Hampshire. En el Censo de 2010 tenía una población de 1.118 habitantes y una densidad poblacional de 200,87 personas por km².

## Geografía
Groveton se encuentra ubicado en las coordenadas 44°36′41″N 71°31′3″O / 44.61139, -71.51750. Según la Oficina del Censo de los Estados Unidos, Groveton tiene una superficie total de 5.57 km², de la cual 5.34 km² corresponden a tierra firme y (4.14%) 0.23 km² es agua.

## Demografía
Según el censo de 2010, había 1.118 personas residiendo en Groveton. La densidad de población era de 200,87 hab./km². De los 1.118 habitantes, Groveton estaba compuesto por el 98.93% blancos, el 0% eran afroamericanos, el 0.09% eran amerindios, el 0.18% eran asiáticos, el 0% eran isleños del Pacífico, el 0% eran de otras razas y el 0.81% pertenecían a dos o más razas. Del total de la población el 0.63% eran hispanos o latinos de cualquier raza.